# Romeral
Romeral è un comune del Cile, appartenente alla provincia di Curicó, VII regione del Maule. Il borgo è situato ai piedi delle colline vicine alla Cordigliera delle Ande circa 10 chilometri a est di Curicó, il capoluogo provinciale. Il comune ha una forte vocazione agricola e frutticola ed è rinomato per la produzione delle amarene, delle ciliegie, dei lamponi e delle pesche, che sono esportati.
Il borgo di Romeral contava circa 3 700 abitanti nel 2002 e il comune circa 12.700. Il 74% della popolazione abita in zone rurali.